# مونتیرو لوباتو
خوزه بنتو رناتو مونتیرو لوباتو (به اسپانیولی: José Bento Renato Monteiro Lobato؛ ۱۸ آوریل ۱۸۸۲ – ۴ ژوئیه ۱۹۴۸) یک زبان‌شناس، روزنامه‌نگار، و نویسنده اهل برزیل بود. او یکی از تأثیر گذارترین نویسندگان برزیل است. او بیشتر برای کتاب‌های کودکان در مجموعه داستانی «دارکوب زرد مزرعه «(به اسپانیولی: Sítio do Picapau Amarelo) شناخته شده است اما پیش‌تر یک نویسنده پرکار داستانی، مترجم و منتقد هنری بوده است. وی همچنین برای اولین بار در برزیل یک مؤسسه چاپ و نشر به نام «کومپانیا ادیتوره ناسیونال» (به اسپانیولی: Companhia Editora Nacional) را تأسیس کرد. او طرفدار ناسیونالیسم بود.
لوباتو در تاوبات، سائو پائولو متولد شد. بهترین و شناخته شده‌ترین آثار او مجموعه‌ای آموزشی اما سرگرم‌کننده کتاب‌های کودکان است که شامل حدود نیمی از آثار اوست. نیم دیگر متشکل از تعدادی رمان و قصه‌های کوتاه برای بزرگسالان است که هر چند از محبوبیت کمتری نزد خوانندگان برخوردارند اما نقطه عطفی در ادبیات برزیل محسوب می‌شوند.
در ۱۸ آوریل ۲۰۱۱ موتور جستجوی گوگل به مناسبت ۱۲۹مین سالروز تولد مونتیرو لوباتو و به افتخار او گوگل دودل صفحه اصلی خود را در برزیل تغییر داد.

## پیشگویی
رمان «رئیس‌جمهور سیاه» اثر لوباتو که در سال ۱۹۲۶ منتشر شده بود و در آن به پیش‌گویی مسائلی در آینده پرداخته، در سال ۲۰۰۸ و در آستانه انتخابات ریاست‌جمهوری ایالات متحده آمریکا شهرتی خاص یافت. لوباتو در این کتاب ماجرای زندگی سیاه‌پوستی به نام «جیم روی» را نقل کرده که بعدها به هشتاد و هشتمین رئیس‌جمهور ایالات متحده آمریکا می‌شود. انتخاب «باراک اوباما» به‌عنوان نخستین رئیس‌جمهور سیاه و چهل و چهارمین رئیس‌جمهور این کشور توجه مردم برزیل را به این اثر فراموش‌شده بازگرداند و آن را در صدر پرفروش‌های امروز کتاب این کشور قرار داد. انتخاب رئیس‌جمهور سیاه در کتاب «مونتیرو لوباتو» در نهایت به یک جنگ نژادی تبدیل می‌شود. این کتاب انتخابات سال ۲۲۲۸ آمریکا را نشان می‌دهد که در آن «روی» در مقابل رقیب خود «اولین آستر» برنده می‌شود. «لوسیا ماچادو» ناشر این کتاب گفت: «واقعاً اتفاق عجیبی است و جدای اینکه رئیس‌جمهور سیاه است، جالب این است که رقیب وی نیز در کتاب یک زن است.» وی در ادامه گفت: «آمریکا در حال برگزاری انتخابات بود و ما از این موقعیت استفاده کردیم و کتاب را دوباره منتشر کردیم و وقتی اوباما با هیلاری کلینتون در رقابت بودند، این کتاب حسابی فروش کرد.» «مونتیرو لوباتو» همچنین در این کتاب تکنولوژی اینترنت را نیز پیش‌بینی کرده بود. به قدرت رسیدن چین در جهان و کشف نفت در برزیل نیز از دیگر پیشگویی‌های این نویسنده برزیلی است.